# یومبس بانکا
یومبس بانکا (به صربی: JUBMES banka) شرکت خدمات مالی و بانکداری صربستانی است، که در سال ۱۹۷۹ توسط دولت صربستان تأسیس شد.
بخش عمده فعالیت‌های این بانک در زمینه ارائه خدمات بانکداری سرمایه‌گذاری، بانکداری خرد و ارائه حساب‌های سپرده، وام‌های بانکی و کارت‌های اعتباری متمرکز می‌باشد.
شعبه مرکزی یومبس بانکا در شهر بلگراد قرار دارد و بخشی از سهام آن در بازار بورس بلگراد معامله می‌شود. در حال حاضر دولت صربستان با در اختیار داشتن ۱۹ درصد از سهام این بانک، بزرگترین سهام‌دار آن محسوب می‌شود.